# الشركة الوطنية الإيرانية لنفط الجنوب
الشركة الوطنية الإيرانية نفط الجنوب (NISOC) (بالفارسية: شرکت ملی مناطق نفت‌خیز جنوب ایران) هي شركة مملوكة للحكومة تحت إشراف وزارة البترول الإيرانية ،وتعمل كشركة تابعة لشركة النفط الإيرانية الوطنية .
تأسست الشركة عام 1971 في مسجد سليمان ، خوزستان كشركة خدمات نفطية في إيران ( OSCO ). حالياً، تعتبر (NISOC) أكبر منتج للنفط في إيران ، وتنتج 3 ملايين برميل من النفط يوميًا. تنشط الشركة في مساحة تزيد عن 400000 كم² ومقرها في الأهواز . تنتج الشركة حوالي 83٪ من إجمالي النفط الخام و 17٪ من الغاز الطبيعي المنتج في إيران  وتصنف كأكبر شركة نفط في إيران.
تنتج الشركة الوطنية الإيرانية لحقول النفط الجنوبية، من خلال شركاتها التابعة، النفط الخام والغاز والغاز المسال . وتشمل احتياطيات الشركة محفظة الميدان الأهواز (3 أكبر حقل نفط في العالم) والمسؤول عن حقول النفط العملاقة البرية في إيران (مثل جاشسران، مارون، بيبي حكيمة، راج سفيد واغاجاري ) وتركز على المناطق البرية المنبع النشاط في محافظة خوزستان ، كوهوجليا وبوير أحمد وبوشهر وإيلام . نظرًا لأن خوزستان هي المقاطعة الرئيسية المنتجة للنفط والغاز، فإن هذا الكيان يعد من بين الأهم في الشركات التابعة لشركة النفط الوطنية الإيرانية.

## روابط خارجية
- NISOC - الموقع الرسمي